# Hans Hergot

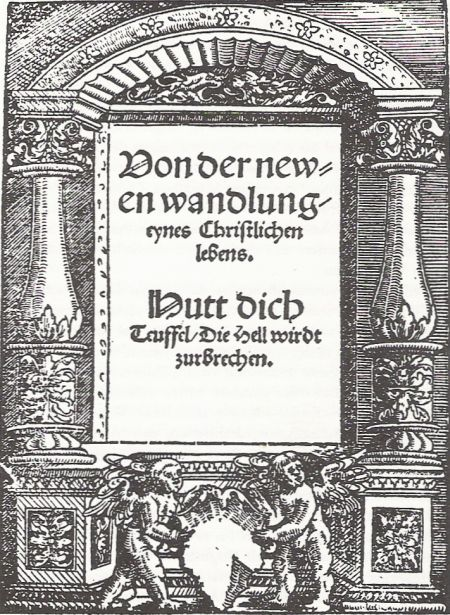
Flugschrift, Leipzig 1527

Hans Hergot, auch Johannes Herrgott (* möglicherweise in Nürnberg; † 20. Mai 1527 in Leipzig) war ein Buchdrucker und Buchführer aus Nürnberg.

## Leben
In seiner Werkstatt wurden u. a. Notendrucke, Texte reformatorischer Autoren, die deutsche Übersetzung des Neuen Testaments von Martin Luther und auch Thomas Müntzers „Ausgedrückte Entblößung“ gedruckt. Luther erhob 1525 beim Nürnberger Rat Klage gegen „das Herrgöttlein“ wegen des unautorisierten Nachdruckes seiner Schriften.
Hergot gilt als Autor der von Müntzer, den Ideen Sebastian Francks und der Täuferbewegung beeinflussten sozialutopischen Schrift „Von der newen Wandlung eynes Christlichen Lebens“, die anonym 1527 erschien. In dieser Schrift wird eine universale christliche Gemeinschaft entworfen:
„Und es werden die leutte alle erbeyten, ynn gemeyn, eyn ytzlicher wo zu er geschickt ist und was er kan, und alle dinge werden ynn gemeynen brauch komen, so das es keyner besser haben wird denn der ander.“
Nachdem bereits der Leipziger Student Martin Mentzer und ein Johann von Liegnitz wegen der Vervielfältigung und Verbreitung der Schrift in Haft gekommen waren, wurde auch Hergot vermutlich in Zwickau verhaftet. Er wurde vom Hofgericht Herzog Georg des Bärtigen zum Tode verurteilt und am 20. Mai 1527 auf dem Leipziger Marktplatz hingerichtet. Im Stadtarchiv befindet sich ein Exemplar der Schrift mit dem Vermerk, dies sei „Hans Hergots von Nurmberg ufrurisch buchlein, umb welchs willen er mit dem Schwerte alhir gericht.“ Seine Witwe Kunegunde Hergot führte die Druckerei in Nürnberg bis 1538 fort.

## Hans-Hergot-Turm
In Uelzen ist ein früherer Wasserturm nach Hans Hergot benannt. Im Hans-Hergot-Turm findet unter der Regie von Willy Drucker einmal jährlich seit 1987 ein Treffen von Handpressen-Druckern, die „Typomania“, statt.

## Von der neuen Wandlung
- A. Götze und L. E. Schmitt (Hrsg.): Johann Hergot. Von der newen Wandlung eynes Christlichen lebens. Flugschriften aus der Reformationszeit, Bd. 20, Halle 1953, S. 53–64.
- M. Steinmetz (Hrsg.): Hans Hergot und die Flugschrift von der newen Wandlung eynes Christlichen Lebens. Faksimilewiedergabe mit Umschrift, Leipzig 1977.